# Депре-Одбер, Маргерит
Маргерит Депре-Одбер (фр. Marguerite Deprez-Audebert) — французский политик, бывший депутат Национального собрания Франции.

## Биография
Родилась 17 мая 1952 году в городе Бетюн (департамент Па-де-Кале). Дочь известного политического деятеля, многолетнего депутата Национального собрания и мэра престижного города-курорта Ле-Туке-Пари-Плаж Леонса Депре (1927-2017). Получила степень бакалавра в Бетюне, изучала экономику в Университете Лилль I, затем - в Сорбонне. Работала в региональных средствах массовой информации департамента Па-де-Кале, была редактором экономического блока.
Политическую карьеру Маргерит Дебре-Одбер начала в 2014 году, когда по списку правых была избрана в муниципальный совет города Бетюн, где заняла должность вице-мэра по вопросам экономического развития, туризма и взаимодействия с высшими учебными заведениями. В 2015 году была избрана в Совет региона О-де-Франс.
После создания движения Вперёд! активно поддерживала Эмманюэля Макрона во время президентской избирательной кампании 2017 года. На выборах в Национальное собрание в 2017 году стала кандидатом блока Вперёд, Республика! – Демократическое движение по 9-му избирательному округу департамента Па-де-Кале и одержала победу. После избрания депутатом ушла в отставку с поста вице-мэра Бетюна. В Национальном собрании была членом Комиссии по экономическим вопросам.
На выборах в Национальное собрание в 2022 году Маргерит Дебре-Одбер вновь баллотировалась по 9-му округу департамента Па-де-Кале от президентского большинства и уступила во втором туре кандидату Национального объединения.

## Занимаемые выборные должности
28.03.2014 — 18.06.2017 — вице-мэр города Бетюн 

13.12.2015 — 27.06.2021 — член Совета региона О-де-Франс

21.06.2017 — 21.06.2022 — депутат Национального собрания Франции от 9-го избирательного округа департамента Па-де-Кале